# Violence familiale dans l'islam
 (avril 2022).
Motif : De quoi est supposé parler cet article ? Des violences familiales, ou du droit d'un mari à taper sur son épouse ? Des règles théoriques discutées dans les textes musulmans ou bien de la réalité dans le monde islamique, pour laquelle il n'existe pas de sources ?

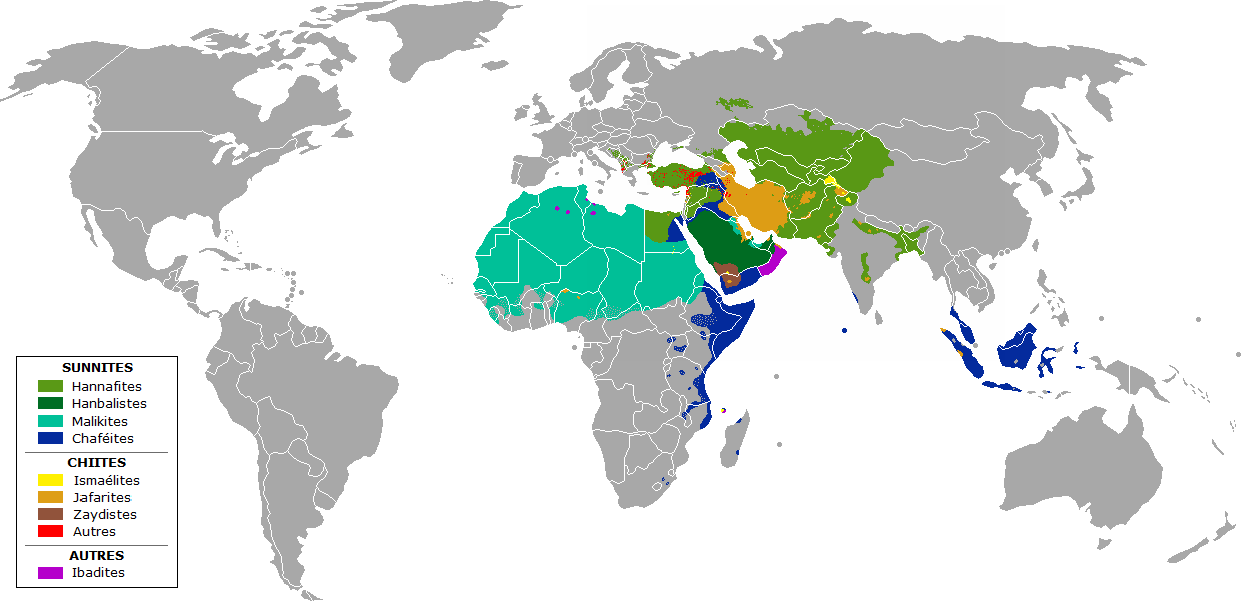
Répartition des écoles juridiques dans l'Islam contemporain.

La violence familiale dans l'islam est un sujet complexe car il n'existe pas vraiment de consensus sur les limites à certains comportements entrant dans la maltraitance d'autrui dans la jurisprudence islamique.
L'interprétation traditionnelle du verset 34 de la sourate des Femmes, voulant que celles-ci doivent obéir à leur mari qui peut les frapper si elles ne sont pas soumises, est remise en question par l'islam libéral, qui met aussi avant le manque de prise en compte des droits des enfants.

## Définition
En islam, la violence familiale est définie comme un type de comportement abusif envers une personne afin d'avoir ou de maintenir un pouvoir et un contrôle sur une autre de sa famille, notamment le comportement de l'époux envers son épouse,,.

## Violence envers les femmes

### Coran
Le trente-quatrième verset de la sourate des Femmes, quatrième sourate du Coran, est l'un des versets qui définissent la relation entre un mari et sa femme dans l'Islam : 
« ٱلرِّجَالُ قَوَّٰمُونَ عَلَى ٱلنِّسَآءِ بِمَا فَضَّلَ ٱللَّهُ بَعْضَهُمْ عَلَىٰ بَعْضٍۢ وَبِمَآ أَنفَقُوا۟ مِنْ أَمْوَٰلِهِمْ ۚ فَٱلصَّٰلِحَٰتُ قَٰنِتَٰتٌ حَٰفِظَٰتٌۭ لِّلْغَيْبِ بِمَا حَفِظَ ٱللَّهُ ۚ وَٱلَّٰتِى تَخَافُونَ نُشُوزَهُنَّ فَعِظُوهُنَّ وَٱهْجُرُوهُنَّ فِى ٱلْمَضَاجِعِ وَٱضْرِبُوهُنَّ ۖ فَإِنْ أَطَعْنَكُمْ فَلَا تَبْغُوا۟ عَلَيْهِنَّ سَبِيلًا ۗ إِنَّ ٱللَّهَ كَانَ عَلِيًّۭا كَبِيرًۭا »
— Coran, IV, 34
        
« Ar-rijālu qawwāmūna `alá an-nisā' bimā fađđala allāhu ba`đahum `alá ba`đin wa bimā 'anfaqū min 'amwālihim fālşşāliĥātu qānitātun ĥāfižātun lilghaybi bimā ĥafiža allāhu wa al-lātī takhāfūna nushūzahunna fa`ižūhunna wa ahjurūhunna fī al-mađāji`i wa ađribūhunna fa'in 'aţa`nakum falā tabghū `alayhinna sabīlāan 'inna allāha kāna `alīyāan kabīrāan »
.Traduction classique du verset (Oregon State University) :
4 : 34 - Les hommes ont autorité sur les femmes, en raison des faveurs que Dieu accorde à ceux-là sur celles-ci, et aussi à cause des dépenses qu'ils font de leurs biens. Les femmes vertueuses sont obéissantes (à leurs maris), et protègent ce qui doit être protégé, pendant l'absence de leurs époux, avec la protection de Dieu. Et quant à celles dont vous craignez la désobéissance, exhortez-les, éloignez-vous d'elles dans leurs lits et frappez-les. Si elles arrivent à vous obéir, alors ne cherchez plus de voie contre elles, car Dieu est certes, Haut et Grand !
Les circonstances des révélations des versets (en arabe asbab al-nuzul al-ayat) du Coran ne sont pas fiables pour la recherche universitaire contemporaine, mais selon Ali ibn Ahmad al-Wahidi, érudit sunnite mort en 1075 et parmi les plus anciens à les avoir recueilli, le verset est révélé après que Saad ibn al-Rabi, un ansâr, a frappé sa femme Habiba au visage pour s'être rebellé contre lui. Zayd ibn Abou-Zouhayr, père de Habiba, est allé se plaindre à Mahomet et a voulu vengeance ; le chef arabe lui a répondu qu'elle n'avait qu'à se venger. Alors que le père et la fille allaient le faire, Mahomet les aurait rappelés car l'ange Gabriel lui aurait fait parvenir ce verset, suspendant les représailles contre Saad ibn al-Rabi.

#### Exégèses
Plusieurs chercheurs affirment que la charia appuie la permission de la violence domestique contre les femmes lorsqu'un homme suspecte son épouse de désobéissance (mauvaise conduite, rébellion, infidélité). Certaines traductions, comme celle de l'officielle de Médine, précisent en note : « pas violemment, mais simplement pour les faire obéir. » Marie-Thérèse Urvoy résume que l'homme a droit de contrainte dans le mariage, et l'épouse ne peut pas aller au-delà de celui du compromis. Les commentaires du Coran du pseudo-Ibn Abbas, des deux Djalal, d'Ibn Kathir et de Maududi indiquent qu'il faut frapper de façon légère, bien que Mahomet ne l'appréciait pas et l'a permit à contre-cœur. Le théologien Al-Qushayri (986-1072) précise dans son commentaire qu'il faut « corriger » une épouse progressivement : il n'est pas nécessaire de la frapper si la réconciliation a eu lieu avant d'arriver à cette extrémité.
L'universitaire Sami Bibi et l'islamologue Malek Chebel appellent à repenser le verset dans son contexte, celui de l'Arabie du VIIe siècle, avec ses mœurs archaïques pour le XXIe siècle, donc frapper son épouse ne doit pas être considéré comme un impératif,. D'autres considèrent que cela est incompatible avec les interprétations modernes du Coran et que le sens originel du verset fut corrompu par la société patriarcale : l'imame soufie Anne-Sophie Monsinay (s'appuyant sur le théologien libéral Cyrille Moreno al-Ajami) et la féministe musulmane Asma Lamrabet interprète dharaba par « s'éloigner » ou « se séparer », al-qiwamah par « responsabilité », et nuchuz par « impiété » ,,. Le Pakistanais Ahmed Ali considère que dharaba signifie ici « coucher avec son épouse », et Laleh Bakhtiar croit que le sens est « laisser son épouse ».
Cette interprétation libérale n'est toutefois pas soutenue par la critique historique, qui confirme la lecture traditionnelle : les hommes ont autorité sur les femmes et la responsabilité de celles-ci, et les épouses désobéissantes peuvent être frappées. Le verbe dharaba est ici suivi d'un objet direct, or les autres sens ne peuvent être employés que « lorsqu'il est suivi d'une préposition ou quand il est employé dans une tournure idiomatique ».

### Hadiths
Dans plusieurs hadiths rapportés par Abou Dawoud, Mahomet est vu en train de conseiller la vie de couple de ses fidèles. Parmi les conseils qu'il donne, il incite à ne pas frapper sa femme (certains précisent au visage),, et se montre très critique envers les maris violents, obligeant certains à divorcer de leurs épouses,. Un hadith transmis par Abou Dawoud et Ibn Majah, jugé soit bon (hasan) ou faible (da'if), indique qu'Omar ibn al-Khattâb a entendu de Mahomet qu'on ne demandera pas à un homme de donner la raison pour laquelle il a frappé sa femme,,,.
Un hadith d'Ibn Majah, attribué à Aïcha, épouse de Mahomet, précise que ce dernier n'a jamais battu un de ses esclaves ou une de ses épouses. Dans les hadiths de l'imam Boukhari, Mahomet a interdit de se moquer d'un homme qui demande comment les autres battent leurs femmes.
Dans le Mishkat al-Masabih, Mahomet dit à Ali avoir interdit de battre quiconque fait la prière. Dans le même livre, un hadith met en scène Laqit ibn Sabira, dont l'épouse a des paroles vulgaires. Comme il ne veut pas s'en séparer, Mahomet lui recommande de la sermonner, mais de ne pas la frapper comme il frapperait une esclave.

## Conséquences
Au cours des années 2000 et 2010, la communauté musulmane a commencé à reconnaître l'existence de la violence familiale parmi les musulmans et travaille à la prévention et aux solutions contre cela.
Nada Ibrahim et Mohammad Abdalla affirment que l'idéologie patriarcale attribuant un statut inférieur aux femmes est plus responsable des violences familiales dans l'islam, que la religion elle-même qui ne servirait qu'à légitime la domination masculine. La situation pour les femmes est différente d'un pays à un autre, qu'il ait ou non une population en majorité musulmane. De plus, la Sunna s'oppose aux violences familiales comme toutes formes d'oppression, car le couple musulman doit être harmonieux et juste. Il leur semble même qu'une meilleure connaissance de la religion révèle une réduction importante du risque de violences familiales.

### Organisations islamiques contre les violences familiales
Aux États-Unis d'Amérique, des groupes, des refuges et des organisations nationales musulmanes (telles que le Peaceful Families Project, l'Islamic Society of North America et l'Islamic Social Services Association) sont créées pour informer des musulmans et agir contre la violence domestique. En 2010, à Washington D.C., un groupe d'imams mené par le Peaceful Families Project, représentant les communautés musulmanes aux États-Unis, a signé une déclaration publique contre la violence domestique.

### Jurisprudence islamique
Certains érudits musulmans, comme Ahmad Shafaat, affirment que l'islam autorise le divorce des femmes en cas de violence domestique, comme cela est notamment le cas au Maroc ou en Tunisie. Cependant, cela peut être inaccessible aux femmes pour des raisons pratiques ou juridiques.
Aux Émirats arabes unis, le 5 octobre 2010, la Cour suprême fédérale confirme le droit du mari de « châtier » son épouse et ses enfants par des violences physiques, à condition que cela ne laisse aucune marque, conformément au code pénal émirien. L'article 53 du code pénal des Émirats arabes unis reconnaît le droit à un « châtiment infligé par un mari à sa femme et au châtiment des enfants mineurs » tant que l'agression ne dépasse pas les limites prescrites par la charia, et l'article 56 du code du statut personnel des Émirats oblige les femmes à « obéir » à leur mari.
En avril 2004, le brutal passage à tabac, par son mari, de l'animatrice de télévision Rania al-Baz a mis en lumière le tabou de la maltraitance,. Jusqu'en 2013, l'Arabie saoudite considérait que les violences familiales étaient d'ordre privé, avant de voter, pour la première fois, une loi sanctionnant les abus sexuels et physiques, tant domestiques que sur le lieu de travail : les peines peuvent aller jusqu'à un an de prison et 13 000 dollars d'amende, les victimes de violence domestique pourront bénéficier d'un abri. En 2015, 35% des Saoudiennes sont victimes de violence domestique, la loi de 2013 étant peu appliquée.